# Château La Tour Blanche

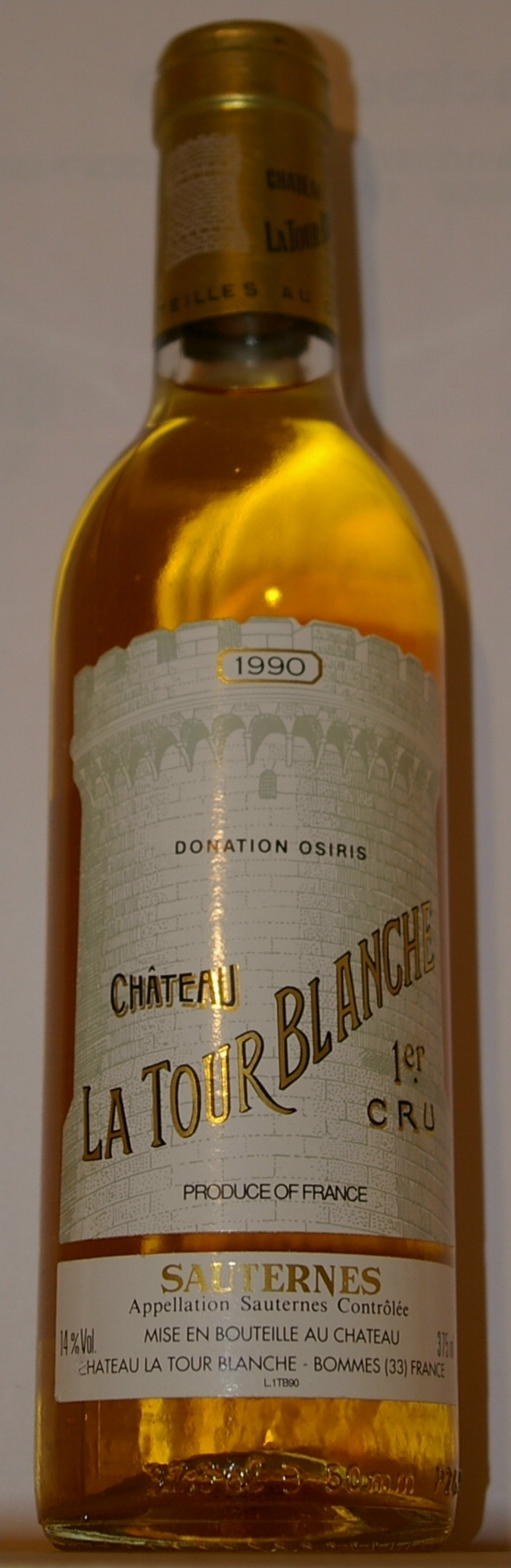
Una botella de Château La Tour Blanche 1990.

Château La Tour Blanche o La Tour-Blanche es un vino blanco dulce clasificado como Premier Cru en la Clasificación Oficial del Vino de Burdeos de 1855 original, dentro de la AOC Sauternes dentro de Barsac en la Gironda, en el viñedo de Burdeos. La bodega se encuentra en la comuna francesa de Bommes. 
Caso único entre los Burdeos clasificados, la finca pertenece al estado francés, y sede de la Escuela La Tour Blanche de Viticultura y Enología.

## Historia
Los archivos remontan los orígenes de la finca al siglo XVIII, y los relacionan con Jean Saint-Marc du Latourblanche, tesorero general de Luis XIV. Después de la Revolución francesa, la finca fue propiedad de Pierre Pécherie, pero un propietario posterior, el alemán Frederic Focke elevó la reputación de la bodega, y se le atribuyó durante un tiempo el mérito de traer la tradición del vino blanco dulce a Sauternes desde sus orígenes renanos. Después del premio que supuso la clasificación de 1855 y la muerte de Focke, la finca fue con el tiempo adquirida por Daniel "Osiris" Iffla quien entre otros actos patrióticos, legó por testamento La Tour Blanche al Estado a su muerte en 1907, a condición de que se convirtiera en un colegio agrícola. Desde 1911, la Escuela de Viticultura y Enología La Tour Blanche ha sido responsable de la educación y formación de profesionales de la industria del vino, así como de gestionar La Tour Blanche como una bodega de primera calidad.

## Producción
La finca contiene 65 hectáreas de las variedades 83% semillón, 12% sauvignon blanc y 5% muscadelle, así como un cultivo menor de uvas tintas merlot, cabernet franc y cabernet sauvignon. La producción anual es una media de 4.000 cajas de La Tour Blanche, además de un segundo vino Les Charmilles de La Tour Blanche, del que se hacen al año 1.250 cajas de media.
En menores cantidades, la finca produce vino blanco seco Les Jardins de Thinoy, el vino blanco seco Isis, el semiseco Osiris, y el tinto Cru de Cinquet.